# Федерация фридайвинга России
Ассоциация фридайверов Федерация фридайвинга — некоммерческая организация (партнёрство), объединяющая профессионалов и любителей свободного погружения с задержкой дыхания — фридайвинга

## Международный статус
Федерация фридайвинга является первым международно признанным национальным объединением фридайверов и образовательных фридайверских школ в России.
В состав Федерации фридайвинга входят члены представляющие следующие школы и системы обучения фридайвингу:
Molchanovs — первая международно признанная самостоятельная национальная школа фридайвинга в России.
- AIDA — Международная Ассоциация Развития Фридайвинга AIDA
- CMAS — Всемирная конфедерация подводной деятельности
- Apnea Academy — Школа по обучению и исследованию фридайвинга[3]
- SSI — Scuba Schools International[4]
- NDL — Национальная Лига Дайвинга (Россия)[5]
- PADI — Профессиональная ассоциация инструкторов по дайвингу

C 2005 года Федерация фридайвинга являлась официальным представителем интересов Международной Ассоциации Развития Фридайвинга AIDA в России.

## Цель и миссия
Основными целями деятельности Федерации фридайвинга являются: продвижение и развитие фридайвинга среди спортсменов и любителей, координация спортивной и организационно-управленческой деятельности любителей фридайвинга России, организация и проведение соревнований, развитие и популяризация фридайвинга; совершенствование организационных основ фридайвинга, научно-исследовательская деятельность.
Федерация фридайвинга также занимается популяризацией здорового, активного образа жизни, а также привлекает внимание к проблемам мирового океана, развивает ответственное и бережное отношение к экологии.

## Инициаторы создания и учредители Федерации фридайвинга
- Наталья Молчанова
- Алексей Молчанов
- Андрей Секалов[6]
- Дмитрий Костарев
- Михаил Симонов
- Сергей Гришин[7]

Попечительский совет возглавляет Павел Тё

## Органы управления

### Совет Федерации фридайвинга
- Алексей Молчанов (председатель Совета)
- Ольга Лукова
- Александр Кусакин
- Ольга Маркина
- Евгений Бутов

## Деятельность федерации

### Спортивная деятельность
Федерация фридайвинга организует ежегодные соревнования по фридайвингу в России, входящие по числу участников и результатам в число важнейших соревнований мира.
Федерация фридайвинга организует российские соревнования по фридайвингу в бассейнах и глубинные на открытой воде, в том числе первые российские соревнования по нырянию в глубину.
Соревнования проводятся по правилам международных организаций, развивающих фридайвинг и проводящих по нему спортивные состязания (AIDA, CMAS).
Обучений судей международного класса также проводится по системам соответствующих международных организаций (AIDA, CMAS).
Российские фридайверы и национальные сборные команды по фридайвингу, формируемые из числа членов Федерации фридайвинга (в основном инструкторский состав Федерации фридайвинга) регулярно участвуют на ежегодно проводимых международных соревнованиях и чемпионатах мира, занимают первые и призовые места.
При этом два лидера команды — Наталья Молчанова и Алексей Молчанов, являются неоднократными обладателями мировых рекордов во фридайвинге.
Команда Федерации фридайвинга входит в мировую элиту этого стремительно набирающего популярность вида спорта.
География соревнований в мире, в которых участвует спортсмены федерации, охватывает весь мир: Франция, Греция, Турция, Багамы, Италия, Словения, Сербия, Япония, Дания и другие страны.
Ежегодно Федерация фридайвинга проводит в России соревнования, Чемпионаты и фестивали. Так, в 2023 году Федерация провела фестиваль "Глубина Путорана" совместно с Агентством развития Норильска, а в марте 2024 года первый фестиваль подлёдного фридайвинга "Под лёд Байкала", на котором Мария Ольшевская установила рекорд России, нырнув на задержке дыхания под лёд на 40 метров. Фестиваль станет ежегодным событием в Иркутской области. 

### Обучающая и консультационная
Федерация фридайвинга организует и проводит обучающие курсы и регулярные занятия по фридайвингу, отвечающие международным стандартам фридайвинга.
Инструкторы Федерации фридайвинга сертифицированы проводить обучение по следующим образовательным методикам:
Система Molchanovs;
Международная Ассоциация Развития Фридайвинга AIDA
CMAS — Всемирная конфедерация подводной деятельности
Apnea Academy — Школа по обучению и исследованию фридайвинга
PADI — Профессиональная ассоциация инструкторов по дайвингу и др.
Также Федерация фридайвинга занимается
● Популяризационной;
● Организаторской;
● Научно-исследовательской;
● Материально-технической и другими видами деятельности.;

## География деятельности
Деятельность Федерации фридайвинга в виде организации регулярных занятий и обучающих курсов в России и в мире осуществляется на постоянной основе.
В России:
- Москва — несколько бассейнов, в том числе РГУФКСиТа, бассейн «Труд»;
- Московская область;
- Санкт-Петербург;
- Ростов-на-Дону;
- Волгоград и Волжский регион;
- Владивосток;
- Екатеринбург;
- Иркутск
- Карелия;
- Краснодар;
- Крым;
- Нижний Новгород;
- Новокузнецк;
- Новосибирск;
- Ростов-на-Дону;
- Сочи[12][13];
- Ульяновск;
- Челябинск;
- Ярославль.

Периодически проводятся выездные курсы в разных регионах России: Юг России — Краснодарский край, Российское побережье Черного моря, Кавказ — Кабардино-Балкария, высокогорные озера Приэльбрусья, Сибирь и Дальний Восток — Новосибирск, Новокузнецк, Средняя полоса России — Ярославль и другие города
Периодически проводятся учебные и тренировочные выезды: Таиланд, Турция, Черногория, Украина, Индонезия (о. Бали), Израиль, Филиппины, Йемен (о. Сокотра) и другие места.
География присутствия и развития в мире постоянно расширяется и опосредована наличием подходящей для проведения занятий «воды» — бассейнов в городах и мест для погружений в открытой воде, отвечающих требованиям безопасности, с наличием необходимой инфраструктуры.